# Fausto Acke
Fausto Alessio Acke, nato Padovini (Roma, 23 maggio 1897 – Hollywood, 14 maggio 1967), è stato un ginnasta e discobolo italiano naturalizzato svedese.

## Carriera

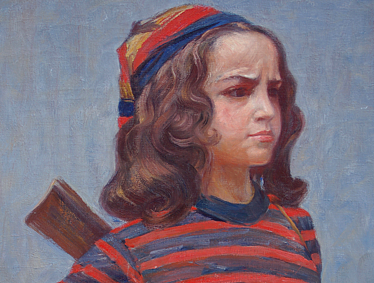
Fausto, dipinto del padre adottivo Johan Axel Gustaf Acke che lo ritrae.

Nato a Roma nel 1897, a 6 anni, nel 1903, venne adottato da Johan Axel Gustaf Acke e Eva Acke, pittori impressionisti svedesi, amici dei suoi genitori, morti per un'epidemia. La madre adottiva era figlia di Zacharias Topelius, scrittore finlandese di lingua svedese. Crebbe a Vaxholm. Partecipò ai Giochi olimpici di Anversa 1920, nel concorso svedese a squadre, specialità della ginnastica artistica, dove vinse l'oro con la squadra svedese davanti a Danimarca e Belgio. Nel 1925 sposò Gerdis Acke-Sung, scultrice e disegnatrice. Nello stesso anno si trasferì negli USA, a Hollywood, dove lavorò nell'industria cinematografica, agli studios della RKO Pictures. In seguito sposò Anna Acke (nata Indrefjord), norvegese, adottando una figlia, Marta. A Hollywood morì nel 1967, appena prima di compiere 70 anni. In carriera fu anche discobolo, ottenendo un record personale di 41,97 m nel 1920.

## Palmarès
- Giochi olimpici

Anversa 1920: oro nel concorso svedese a squadre